# کارانایوو (شهرستان استرلیباشفسکی، باشقیرستان)
کارانایوو (انگلیسی: Karanayevo, Sterlibashevsky District, Republic of Bashkortostan) یک شهرک در شهرستان استرلیباشفسکی استان باشقیرستان کشور روسیه است.